# Claudius Alzner
Claudius Alzner, de son vrai nom Klaus Alzner (né le 16 janvier 1930 à Vienne, mort le 1er février 2002 à Klosterneuburg) est un compositeur autrichien.

## Biographie
Alzner commence comme membre de l'orchestre de Johannes Fehring, joue du piano, est arrangeur et chef de son propre orchestre d'easy listening (qui enregistre Cocktail International, une série de dix-sept disques entre 1967 et 1980).
Dans la seconde moitié des années 1960, il est compositeur de musique de film. De 1965 à 1969, il écrit les notes d'une série de films de divertissement plutôt ambitieuses, produites exclusivement par Karl Spiehs.
Sous le nom d'Udo Westgard, il écrit pour des chanteurs comme Gus Backus, Ted Herold, Arik Brauer ou Peter Kraus.

## Filmographie
- 1965 : La Fontaine aux mille plaisirs
- 1966 : Le Carnaval des barbouzes
- 1967 : Les Salauds se portent bien (de)
- 1967 : Mittsommernacht (de)
- 1968 : Paradies der flotten Sünder
- 1968 : Immer Ärger mit den Paukern (de)
- 1969 : Les Vierges folichonnes